# Drôle de singe
Pour les articles homonymes, voir Born to Be Wild (homonymie).
 (avril 2012).
Pour plus de détails, voir Fiche technique et Distribution.
Drôle de Singe ou Née pour être libre au Québec (Born to Be Wild) est un film américano-japonais réalisé par John Gray, sorti en 1995.

## Synopsis
Ce film parle d'un jeune homme, Rick, 14 ans, dont le père a quitté la maison et dont le comportement pose quelques problème à sa mère, qui fait des études sur une gorille nommée Katie. Après s'être fait arrêter pour conduite dangereuse, Rick va devoir s'occuper de la cage de Katie. Même si les débuts ne seront pas faciles, une amitié naîtra entre ces deux personnages hors normes.
Rick fait une course poursuite avec la police de San Francisco (?) qui parvient tout de même à rattraper le jeune homme. Sa mère vient le récupérer au commissariat et le punit. Dès lors, il devra s'occuper de la cage de la jeune Katie, avec laquelle sa mère fait des recherches scientifiques notamment sur les comportements qu'elle peut avoir. Au départ, ils ne vont pas s'entendre cependant au fur et à mesure, ils vont s'apprécier : bataille avec de la peinture, communication grâce au langage des signes, ... 
Bobo, le gorille présent dans le supermarché d'un gérant obsédé par des profits financiers, va gravement tomber malade et mourir. Dès lors, afin de garder ses clients, le gérant va réclamer Katie, ne se souciant guère des avancées scientifiques, qui va devenir triste puisqu'elle déteste la foule. Un soir, Rick reste dans le magasin et parvient à faire délivrer Katie, de manière illégale. S'entame alors une fugue à travers les États-Unis car ils n'ont pas d'autres choix que d'aller au Canada pour être libres. Pour cela, une amie de Rick leur propose d'aller chez son oncle, à Washington, qui se rend régulièrement au Canada. Elle leur donne également des couvertures et de l'argent.
Cette fugue ne sera pas facile et les deux caractères vont connaître pas mal de péripéties, comme des personnes qui les recherchent pour la rançon, Katie qui a failli se noyer, mais aussi des moments heureux comme l'anniversaire de Rick ou bien lorsque Katie prend un bain.
Malheureusement, Rick n'a pu atteindre la frontière avec les 3 autres personnages. Dès lors, le gérant du supermarché fait un procès contre Rick qui n'est pas en faveur du jeune homme car il a volé Katie. Cependant, les 3 personnages étant allé au Canada sont revenus aux États-Unis et font une entrée fracassante dans le tribunal. Grâce au langage des signes, le juge et les avocats ont pu interroger le gorille qui fait un témoignage poignant. Le verdict est bien évidemment en faveur de Rick, qui par ailleurs embrasse la jeune fille.
Rick décide d'emmener Katie dans une réserve avec d'autres gorilles pour quelque temps. Cependant, au moment de partir, il décide d'ouvrir la cage et de laisser Katie vivre sur l'île à la place de vivre dans l'espace lui étant réservé chez Rick. Alors qu'ils s'en allaient, Katie poursuit la voiture, Rick en descend et commence alors la scène la plus émouvante du film : les deux caractères s'enlacent, et on peut alors voir les larmes de l'un et de l'autre qui témoignent de l'amour qu'ils se portaient l'un à l'autre malgré ce qu'ont pu dire les médias, les parents... Lorsque Rick remonte dans la voiture, sa mère lui dit alors que ce qu'il a fait était le meilleur choix pour Katie.

## Fiche technique
- Titre : Drôle de singe
- Titre original : Born to Be Wild
- Réalisation : John Gray
- Scénario : Paul Young et John Bunzel
- Musique : Green Jellÿ et Mark Snow
- Photographie : Donald M. Morgan (de)
- Montage : Maryann Brandon
- Production : Jeffrey Silver
- Société de production : Warner Bros., Outlaw Productions et Fuji Entertainment
- Société de distribution : Warner Bros.
- Pays :  États-Unis et  Japon
- Genre : Aventure et comédie dramatique
- Durée : 100 minutes
- Dates de sortie : 
  -  États-Unis : 31 mars 1995

## Distribution
- Wil Horneff (VQ : Sébastien Reding) : Rick Heller
- Helen Shaver (VQ : Marie-Andrée Corneille) : Margaret Heller
- John C. McGinley (VQ : André Montmorency) : Max Carr
- Peter Boyle (VQ : Jean-Marie Moncelet) : Gus Charnley
- Jean Marie Barnwell : Lacey Carr
- Marvin J. McIntyre (VQ : Bernard Fortin) : Bob l'infirmier
- Gregory Itzin (VQ : Claude Préfontaine) : Walter Mallison
- Titus Welliver (VQ : Benoît Rousseau) : Sergent Mekle
- Thomas F. Wilson (VQ : Alain Gélinas) : Dét. Lou Greenberg
- Alan Ruck (VQ : Daniel Picard) : Dan Woodley
- Obba Babatundé (VQ : François L'Écuyer) : L'interprète
- Janet Carroll (VQ : Madeleine Arsenault) : Juge Billings
- John Billingsley (VQ : Pierre Auger) : Daryl
- Frank Welker : Katie (non créditée)

Sources pour la VQ : Doublage.qc.ca

## Les personnages principaux
- Rick : un jeune homme de 14 ans qui vit seul avec sa mère puisque son père les a abandonné. Rick souffre de cette absence et en parle même à Katie autour d'un feu de bois. il n'a pas beaucoup d'amis au lycée et a un don pour se sortir des situations les plus embarrassantes. Il va avoir des soucis à rester avec Katie même s'il l'apprécie plus que tout au monde.
- Katie : une jeune gorille qui restera sous les soins de Rick et de sa mère pendant un an. Elle connaît le langage de signe et parvient à communiquer grâce à cela. Elle sera triste lorsqu'elle sera enfermée au supermarché car elle a peur de la foule. Elle considérera Rick comme un père.